# Faustynów (Gmina Kleszczów)
Faustynów (česky Faustynov) je již neexistující obcí v Polsku, která ležela v Lodžském vojvodství v okrese Bełchatów. Kdysi německá osada založená v roce 1828 ustoupila povrchové těžbě hnědého uhlí. V místě někdejší obce se nachází hnědouhelný důl Bełchatów.